# Сісі/Нубі
Сісі/Нубі – індонезійські офшорні газоконденсатні родовища, виявлені у Макасарській протоці та введені у розробку за спільним проектом.
Родовища відносяться до нафтогазового басейну Кутей, виникнення якого пов’язане із виносом осадкового матеріалу потужною річкою Махакам. Сісі та Нубі відкрили у 1986 та 1992 роках, після чого поширення їх покладів уточнили за допомогою 10 та 9 оціночних свердловин відповідно. Вуглеводні виявлені у відкладеннях епохи міоцену, які знаходяться на глибинах від 2000 до 3800 метрів для Сісі та від 1900 до 3400 метрів для Нубі. Крім того, виявлені численні поклади в діапазоні від 500 до 1800 метрів, проте вони складені погано консолідованими породами.
Родовища знаходяться в районі з глибиною моря від 60 до 90 метрів, тому їх розробку організували за допомогою стаціонарних споруд. Розробку почали у 2007 році із однією платформою на Сісі (MWPS) та двома на Нубі (MWPN та WPN2).  Всі вони призначені для розміщення фонтанних арматур, а MWPS та MWPN також мають маніфольди. WPN2 сполучили з MWPN трубопроводом довжиною 7 км та діаметром 400 мм, тоді як від MWPN до MWPS прямує трубопровід довжиною 15 км та діаметром 550 мм. У 2013-му ввели в дію ще дві платформи для розміщення фонтанних арматур WPS2 та WPN3, по одній для кожного родовища. Також в межах другої фази облаштування розширили платформи WPN2 і MWPS, що дозволяло збільшити кількість слотів для свердловин. Всього станом на початок 2020 року для розробки родовищ спорудили 66 видобувних свердловин. Ще одним елементом облаштування була взята в оренду баржа для проживання персоналу, яку встановили на Нубі.
Видачу продукції організували за допомогою трубопроводу довжиною 35 км та діаметром 650 мм, який прямує від MWPS до розміщеної біля узбережжя одного островів у дельті Махакам платформи із установкою підготовки. Підготований газ подається на компресорну платформу гігантського родовища Туну, для чого використали споруджений в межах облаштування Туну трубопровід діаметром 750 мм.
Видобуток на родовищах досягнув піку в 2010 році із показником 12,7 млн м3 на добу. Станом на кінець 2019-го з Сісі та Нубі вже вилучили 36 млрд м3 газу та 31 млн барелів конденсату.
Родовища відносяться до двох ліцензійних ділянок – Махакам-Офшор (оператор японська INPEX) та Тенгах (оператор французька Total), тому їх розробку організував консорціум Inpex, Total (по 47,9%) та індонезійської державної  Pertamina (4,2%).